# مکیج کوت
مکیج کوت (انگلیسی: Maciej Kot؛ زادهٔ ۹ ژوئن ۱۹۹۱) اسکی‌باز پرش اهل لهستان است.